# Catasetum barbatum

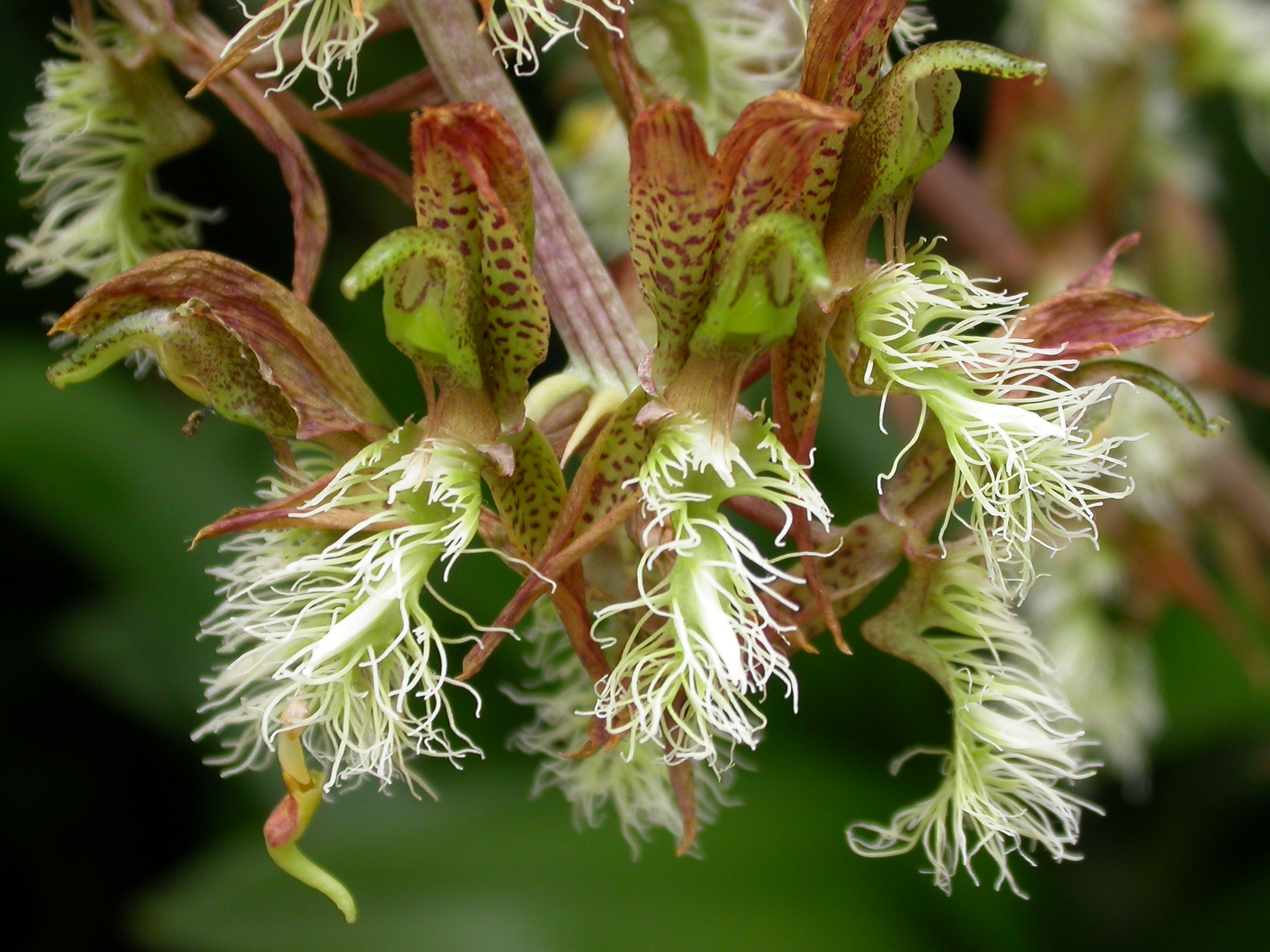
Catasetum barbatum

Catasetum barbatum es una especie de orquídea que se encuentra en Sudamérica.

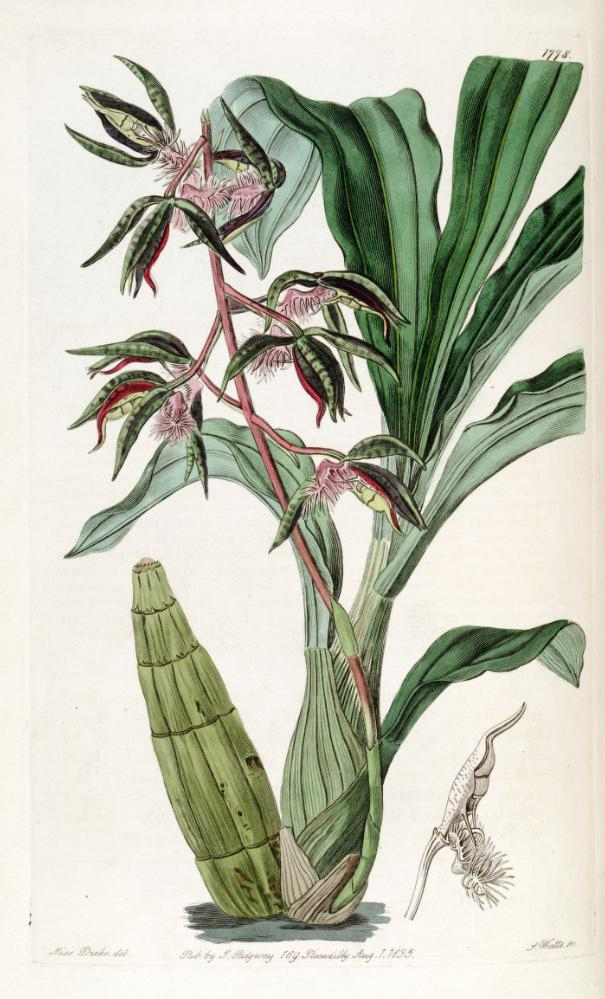
Ilustración

## Descripción
Es una orquídea de tamaño pequeño a mediano, que precisa clima cálido, es de hábitos epífitas y pierde sus hojas en el invierno por lo que necesita un descanso. Cuando el crecimiento aparece de nuevo es más el momento de regar y fertilizar, así como, cuando las hojas amarillean en el otoño es el momento de frenar el riego por goteo. Florecen en primavera, verano y otoño en una inflorescencia de suberecta a colgante, de 45 cm de largo, muchas, hasta 20 flores, racemosa, surgida de un pseudobulbo maduro y tiene flores de 5 cm de ancho, carnosas y fragantes. 
Las especies de cultivo requieren de luz muy brillante. Tienen pseudobulbos oblongo-fusiformes basalmente envueltos por varias envolturas membranosa con hojas oblanceoladas o lanceoladas, caducas y dísticas, la inflorescencia es basal, erecta, y con un solo sexo, con flores masculinas o femeninas.

## Distribución
Se encuentra distribuida por Trinidad y Tobago, Guayana Francesa, Surinam, Venezuela, Bolivia, Colombia, Brasil y Perú en las selvas tropicales a lo largo de los ríos y arroyos. 

## Taxonomía
Catasetum barbatum fue descrito por John Lindley y publicado en Edwards's Botanical Register 30: Misc. 28. n. 36. 1844.
Etimología
Ver: Catasetum
barbatum: epíteto latino que significa "con barba".